# 清平贵州之战
清平贵州之战是顺治十四年（1657年）十二月至十五年（1658年）十二月，平西大将军吴三桂、征南将军卓布泰與宁南靖寇大将军洛托三路攻取贵州。
顺治十五年二月，吴三桂一路，由陕西沔县（今勉县西南）、宁羌（今宁强）顺水而下。四月，洛托部抵达贵阳。五月初三日，吴三桂部行至遵义，不久与洛托部会师于贵州府（今贵阳）。卓布泰部則抵独山州。李定国派遣馮雙禮、祁三升扼守盘江河东岸，以李承爵、张先壁据守黄草坝（今贵州兴义县），堵清军东路。又命白文选出七星关（福泉东北），牵制吴三桂。又致书李来亨，打算以夔东十三家围攻重庆。吳三桂部師出遵義，趨天生橋，入烏撒，十二月初三日，吴三桂与白文选战于七星关，白文选不敵，败回昆明。铎尼军在鸡公背（今贵州关岭县）擊敗馮雙禮，进抵云南曲靖。赵布泰军亦擊败李定国於罗炎、凉水井，“僵尸遍野，腥血成渠，兵民死事不下三、四十万人”，再由普安州兵入贵州。